# 1887 in Italia

## Situazione
- Sul trono c'è Umberto I (1878–1900)
- L'anno inizia con il governo di Agostino Depretis che muore a luglio.

Gli succede Francesco Crispi (1887–1891)
- La popolazione totale del Regno nel 1887 (nei confini dell'epoca) era di 30 937 000 abitanti.[1]

L'aspettativa di vita nel 1887 era di 36.0 anni.
- L'Italia soffre ancora per l’epidemia di colera del 1884. Secondo le stime ufficiali, il colera uccise 50.000 italiani tra il 1884 e il 1887[3].

Il corso della malattia portò a uno stato di quasi anarchia in Sicilia nel 1885 e 1886, poiché la paura dell'infezione travolse l'isola e la gente delle città e dei villaggi istituì disperatamente cordoni sanitari improvvisati in sfida alle autorità.
- 215 665 Italiani lasciano il paese[5].

## Avvenimenti
- 25-26 gennaio: una colonna militare italiana, partita della colonia del mar Rosso s’inoltra in Etiopia per portare soccorso agli assediati di Saati. Ras Alula, ras dell’Asmara, li respinge una prima volta a Saati e poi li sconfigge il giorno dopo nella battaglia di Dogali. Gli italiani perdono 430 uomini[6][7].
- 12 febbraio: sono firmati tra il Regno Unito e il Regno d'Italia gli accordi mediterranei, una serie di trattati conclusi per resistere ai disegni dei Russi e dei Francesi nel Mediterraneo e negli Stretti Turchi, cui si aggiunge l'Austria-Ungheria il 24 marzo e la Spagna (convenzione del 4 maggio con l’Italia)[8]. Portano il 12 dicembre ad un accordo firmato a Costantinopoli tra Londra, Vienna e Roma[9].
- 20 febbraio: rinnovo della Triplice alleanza. La Germania accetta di sostenere l’Italia in caso d’occupazione francese della Tripolitania o del Marocco[10].

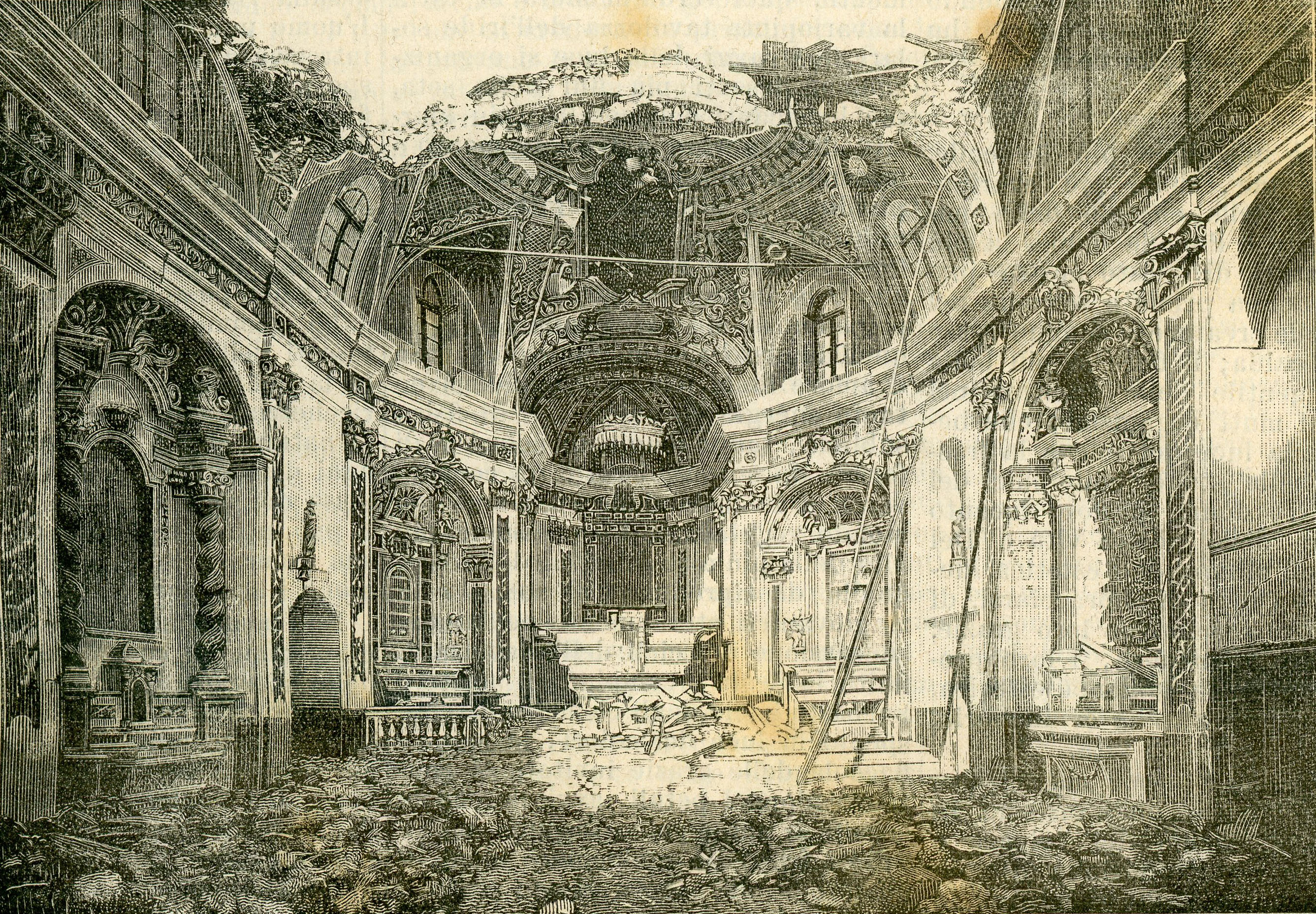
La chiesa di Bajardo colpita dal terremoto.

- 23 febbraio: un terremoto colpisce le Alpi liguri[11].
- 4 aprile: Depretis, in seguito alla sconfitta di Dogali, deve procedere a un vasto rimaneggiamento. Accetta le dimissioni del ministro degli affari esteri, il conte di Robilant, e del ministro della guerra, il generale Ricotti-Magnani. Nasce il Governo Depretis VIII in cui entra Francesco Crispi, già leader della sinistra antigovernativa[12].
- 14 luglio: sono istituite in Italia tariffe strettamente protezionistice nel tentativo di sostenere l'industria nascente. Saranno applicate dal 1° gennaio 1888. Segnano l'inizio di una guerra tariffaria con la Francia che porterà alla crisi degli anni 1888-1894[13].
- 29 luglio: muore Depretis. La sua morte segna la fine di una strategia parlamentare che ha visto la sinistra tentare di avvicinarsi alla destra nel quadro di governi di coalizione. Il nuovo presidente del Consiglio è Francesco Crispi, vecchio repubblicano che forma il suo primo governo[14][15].
- 1º ottobre: il presidente del Consiglio italiano Francesco Crispi rende visita a Bismarck nella sua proprietà di Friedrichsruh[14].

## Cultura

### Architettura
- a Napoli inizia la costruzione della Galleria Umberto I.
- a Roma terminano i lavori di costruzione, iniziati nel 1886, del Palazzo Chauvet considerato espressione dell'architettura del ferro e una delle prime manifestazioni del razionalismo italiano.
- a Roma, davanti alla stazione Termini viene alzato il monumento ai caduti di Dogali, opera di Francesco Azzurri.
- a Osimo inizia la costruzione del Teatro la nuova Fenice, opera di Gaetano Canedi. I lavori termineranno del 1892.

### Musei
- È fondato il Museo nazionale di Ravenna.

### Musica
- 5 febbraio: alla Scala è eseguita per la prima volta l'Otello, opera in quattro atti di Giuseppe Verdi, su libretto di Arrigo Boito, tratta dall'Otello di William Shakespeare.

### Narrativa
- La sorte, una raccolta di racconti di Federico De Roberto, è pubblicata per la prima volta.
- Esce Amori, romanzo di Carlo Dossi.
- Ulisse Grifoni pubblica Dalla Terra alle stelle, un romanzo avventuroso di fantascienza, ampliamento del precedente Da Firenze alle stelle (1885).
- Gli strangolatori del Gange, romanzo di avventura di Emilio Salgari, esce in appendice su Il Telegrafo di Livorno. L'edizione definitiva prenderà il nome di I misteri della jungla nera.

### Poesia
- È pubblicata Rime nuove, raccolta di poesie di Giosuè Carducci.

### Sport
- Per iniziativa del prof. Domenico Luppi, nasce la Società Ginnastica Pro Vercelli.

### Stampa
- 20 marzo: nasce a Venezia Il Gazzettino, quotidiano fondato da Gianpietro Talamini.
- novembre: nasce a Bari La Gazzetta del Mezzogiorno, quotidiano fondato da Martino Cassano.